# Johanna Sjöberg
Johanna Sjöberg (Suecia, 8 de marzo de 1978) es una nadadora sueca retirada especializada en pruebas de estilo libre, donde consiguió ser medallista de bronce olímpica en 2000 en los 4 x 100 metros.

## Carrera deportiva
En los Juegos Olímpicos de Sídney 2000 ganó la medalla de bronce en los relevos de 4 x 100 metros estilo libre, con un tiempo de 3:40.30 segundos que fue récord nacional sueco, tras Estados Unidos y Países Bajos (plata).